# Phyllomyza longipalpis
Phyllomyza longipalpis är en tvåvingeart som först beskrevs av Schmitz 1924.  Phyllomyza longipalpis ingår i släktet Phyllomyza och familjen sprickflugor. Arten har ej påträffats i Sverige. Inga underarter finns listade i Catalogue of Life.